# Конрат, Мерал
Мерал Конрат (тур. Meral Konrat; 11 марта 1963, Караман, Турция) — турецкая актриса, певица и телеведущая.

## Биография
Родилась 11 марта 1963 года в Карамане в семье крымских татар. После окончания средней школы поступила в Университет Мармары на рекламный факультет, после его окончания она захотела стать актрисой и певицей и в 1988 году дебютировала в турецком кинематографе и снялась в 26 работах в кино. Об популярности актрисы узнал режиссёр Расим Оджагов и пригласил её на главную роль в фильме «Тахмина», поскольку актриса не знала азербайджанского языка, её роль дублировала актриса Наджиба Гусейнова. В 1994 году стала телеведущей телеканала TGRT, и проработав ровно десять лет перешла на телеканал Karadəniz и работает там и поныне.

## Фильмография
- 1988 — Üçüncü Göz
- 1989 — 
  - Allahım Sen Bilirsin
  - Doktorlar
  - Gülbeyaz
  - İsa, Musa, Meryem
  - Oyunun Sonu
- 1990 —Yalı
- 1991 — Karanlığın Sonu
- 1992 —
  - Anasının Kızı
- Sarı Çiçek Sokağı
- 1993 — 
  - Arayış
  - İşgal Altında
  - Kederli Yıllar
  - Тахмина (Азербайджан)
- 1994 —
  - Kadere 45 Var
  - Oy Deposu
- Kadere 45 Var
- 1995 —
  - Kader (yapımcı-oyuncu)
  - Kesişme - 1995
- 1998 — Yaz Aşkım
- 2003 — Elveda
- 2004 — Derya Geyiği
- 2005 — Zehir ve Şifa

### Годы съёмок неизвестны
- Aşk ve Barış (yapımcı oyuncu)
- Dostlarımız
- Mırıl Mırıl Münevver
- Solan Gül (dizi yapımcı oyuncu)